# Мухура
Мухура (груз. მუხურა) — село в Грузии, на территории Ткибульского муниципалитета края (мхаре) Имеретия.

## География
Село находится в западной части Грузии, в верховьях реки Дзусы, на расстоянии приблизительно 4 километров (по прямой) к востоку от города Ткибули, административного центра муниципалитета. Абсолютная высота — 725 метров над уровнем моря.

## Население
По результатам официальной переписи населения 2014 года, в Мухуре проживало 1412 человек (708 мужчин и 704 женщины). В национальной структуре населения грузины составляли 99,7 %, армяне — 0,14 %.
| Год  | Население, человек |
| ---- | ------------------ |
| 2002 | 2250               |
| 2014 | ↘ 1412             |